# Sumber Karya (Gumay Ulu)
Sumber Karya is een bestuurslaag in het regentschap Lahat van de provincie Zuid-Sumatra, Indonesië. Sumber Karya telt 691 inwoners (volkstelling 2010).